# ۶۶۹ (میلادی)
۶۶۹ (میلادی) ششصد و شصت و نهمین سال تقویم میلادی است.

## زادگان
- ژوستینیان دوم، امپراتور بیزانس (تاریخ احتمالی)

## درگذشتگان
‎